# Hopi Lebel
 (novembre 2011).
Si vous disposez d'ouvrages ou d'articles de référence ou si vous connaissez des sites web de qualité traitant du thème abordé ici, merci de compléter l'article en donnant les références utiles à sa vérifiabilité et en les liant à la section « Notes et références ».
Hopi Lebel est un auteur et réalisateur français né le 31 mars 1969 à Paris. Il est le fils de Jean-Jacques Lebel et le petit-fils de Robert Lebel.

## Filmographie

### Documentaires
- 2012 : Hanging out with Jonas Mekas, avec Thomas Boujut
- 2011 : Casanova, Histoire de ma vie, écrit par Antoine de Baecque[1]
- 2011 : Édouard Manet, une inquiétante étrangeté[2], avec la collaboration scientifique de Stéphane Guégan
- 2007 : Clint Eastwood, le franc-tireur[3], réalisé par Michael Henry Wilson
- 2006 : Adrienne Pauly
- 2005 : Qui a tué DADA ?[4]
- 2003 : Avec Vincent Lindon[5], écrit par Michel Boujut
- 2003 : Édouard Vuillard[6]
- 2002 : Francis Picabia, coécrit par Teri Wehn-Damisch
- 2001 : Goa
- 2000 : Helsinki
- 1999 : Londres, avec Sébastien Pluot
- 1994 : Raymond Hains ?

### Télévision (magazines)
- 2011 : Personne ne bouge (Arte)
- 2006 : Le magazine de l'ailleurs (Voyages)
- 2004 : Un livre (France 2)
- 1995 : Aux arts etc (Paris Première)

### Fictions télévisuelles
- 2001 : Les Flicosophes (13e Rue)

### Court-métrage
- 1996 : Substitution avec Melvil Poupaud et Yarol Poupaud

### Vidéo Clips
- 1998 : Aucune Inquiétude du groupe “Mud”
- 1996 : Lessivé du groupe “Mud”
- 1995 : Désolé du groupe “Mud”

## Discographie
En 1994, il fonde avec Yarol Poupaud et Melvil Poupaud le groupe "Mud" (Warner / Epic) dont il fut le bassiste.
- 1998 : Aucune Inquiétude
- 1995 : Mud